# 蕉风
《蕉风》（英語：Chao Foon）是一本在新加坡创刊的南洋文艺杂志，于1955年11月10日发行。《蕉风》由友联出版社发行，创刊时总社设立在新加坡，马来亚独立以后迁移到吉隆坡；随着新马两国分家，杂志取材开始以马华文学为主，对马华文艺有深远影响。
《蕉风》初期以半月刊出版，1958年改为月刊，又于1990年改为双月刊，至1999年初休刊，出版时间长达43年，总共488期。

## 复刊
2002年底，《蕉风》（第489期）由柔佛新山南方大学学院复刊，以半年刊发行，总社是位于士姑来的南方大学学院出版社。